# Karl Berger
Karl Berger, nemški general in vojaški veterinar, * 24. december 1885, † 12. januar 1952.